# Тыл и снабжение Советских Вооружённых Сил
«Тыл и снабжение Советских Вооружённых Сил» — русскоязычный военный журнал о тыле и снабжении, печатный орган Народного Комиссариата обороны СССР (НКО СССР), Министерства обороны СССР (МО СССР). Издавался раз в месяц. До 1992 года был единственным периодическим изданием тыла в СССР, рассчитанным на широкий круг читателей и предназначался для кадрового офицерского состава, курсантов военных училищ и офицеров запаса тыла советских Вооружённых сил.
Основные задачи журнала: разъяснение политики и деятельности ВКП(б) (КПСС) и Советского правительства по вопросам развития экономики страны, росту благосостояния советского народа, укреплению оборонной мощи государства, военного строительства войск тыла, методики обучения и воспитания личного состава, освещение теории и практики современного обеспечения и снабжения Вооружённых Сил, роли и место тыла в бою, ознакомление с организацией, тактикой, эксплуатацией и ремонтом вооружения и военной техники тыла, вооружением и опытом боевой подготовки тыла в стране и за рубежом, популяризация опыта работы командиров, политработников, начальников служб, партийных и комсомольских организаций по дальнейшему совершенствованию войскового и корабельного хозяйства, улучшению повседневного быта в войсках, рациональному расходованию материальных и денежных средств.
Девиз: «За нашу Советскую Родину!».
Адреса редакции:
- Москва, улица Горького, дом № 20;
- Москва, Красная площадь, 2-й дом МО.

Печатался:
- в 1940 году — 1-я типография имени С. К. Тимошенко Управления военного издательства Министерства обороны Союза ССР;
- в 1966 году — типография «Красная звезда» (Хорошевское шоссе, дом 38).

Стоимость:
- в 1940 году — 3 рубля 25 копеек.
- в 1966 году — 30 копеек.

## История журнала
Основан 1940 году, первый номер вышел в 1940 году. Ответственным редактором журнала с 1940 по 1946 год был генерал-майор интендантской службы Борис Михайлович Ольшанский.
Выходил также под другими названиями:
- 1940—1941 — «Интендантский журнал (РККА)|Интендантский журнал»;
- 1941—1946 — «Тыл и снабжение Красной Армии»;
- 1946—1953 — «Тыл и снабжение Вооружённых Сил Союза ССР»;
- 1953—1960 — «Тыл и снабжение Советской Армии»;
- 1960 — январь 1987 — «Тыл и снабжение Советских Вооружённых Сил», ISSN 0134-9252;
- февраль 1987 — декабрь 1992 — «Тыл Вооружённых Сил», ISSN 0134-9252;
- с января 1993 по 1994 — «Военно-экономический журнал».

Каждый свежевышедший номер журнала я представлял Куркоткину, и он, бывало, уточнял тот или иной факт, часто расспрашивал о работе редколлегии. А её членами были начальники центральных управлений, в том числе начальник Центрального финансового управления генерал-полковник Владимир Дутов, «главный квартирмейстер» армии и флота (ГлавКЭУ) генерал-полковник Алексей Фёдоров, уже упоминавшийся начмед Вооруженных Сил генерал-полковник Фёдор Комаров, знаменитый начальник военной торговли (ГУТ Минобороны) генерал-лейтенант Ефим Гольдберг, заместители главкомов по Тылу. Члены редколлегии исправно читали разосланные им материалы до их напечатания, а потом в назначенный день в 14.00 съезжались в редакцию для их коллективного обсуждения.
— П. И. Алтунин. Где тыл, там вечный бой // Красная звезда

## Содержание
В военных округах и на флотах проводились сборы офицеров, посвященные наиболее актуальным проблемам быта воинов, на совещаниях обменивались опытом младшие специалисты тыла. Журнал «Тыл и снабжение Советских Вооруженных Сил» опубликовал тогда много материалов под рубрикой «Навстречу Всеармейскому совещанию по улучшению быта войск». Печатались содержательные статьи видных военачальников, своеобразные отчеты организаторов тыла различного звена, предложения и советы воинов — специалистов разных служб. Помнится, в те дни мы, слушатели академии Генштаба, внимательно читали содержательные статьи командующего войсками Московского военного округа генерала армии Н. Крылова, представителей тыла генералов Н. Анисимова, К. Абрамова, И. Шияна, З. Кондратьева, А. Голубева, П. Кочеткова, вице-адмирала М. Захарова, контр-адмирала Д. Кутая, политработника офицера А. Лизичева и других. Все они высказывали много дельных мыслей и рекомендаций, направленных на всемерное улучшение условий жизни войск.
— И. М. Голушко. «Солдаты тыла»
Имелись следующие изображения: чёрно-белые и цветные фотографии, рисунки, таблицы, чертежи.

## Обложки

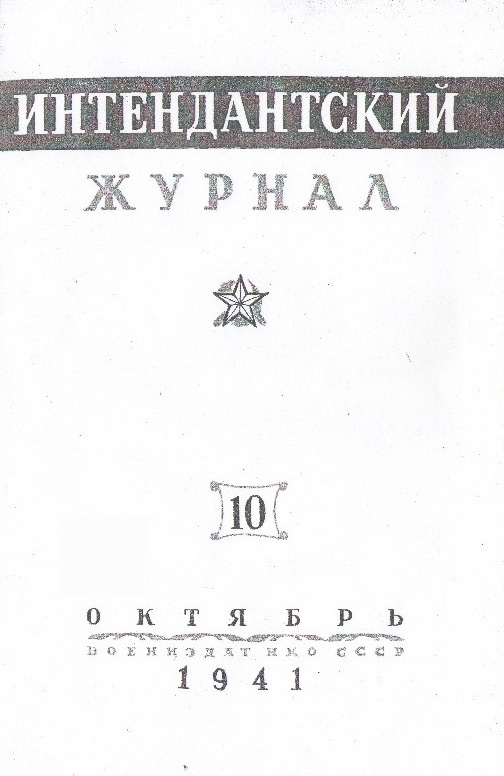
Обложка 1941 года
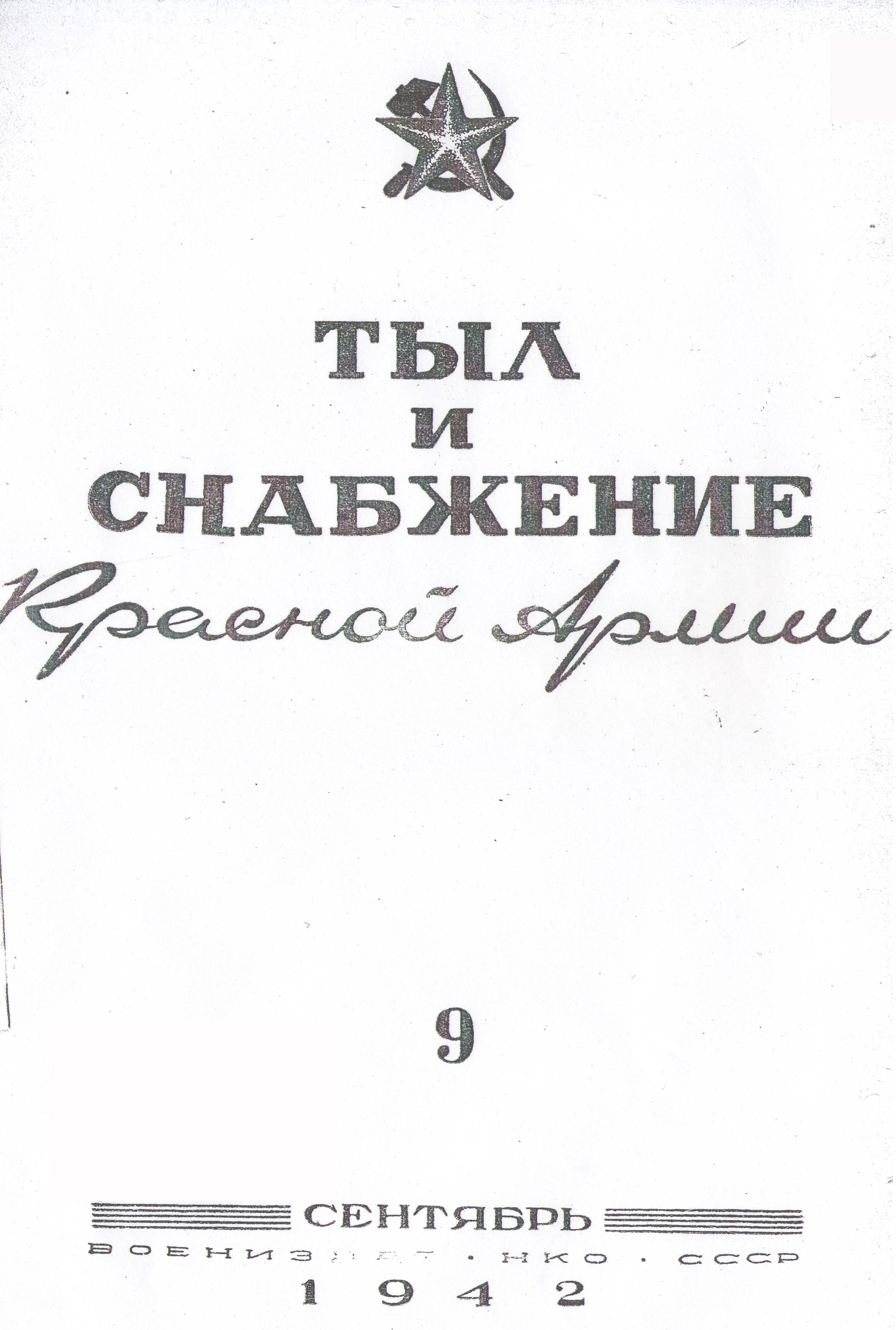
Обложка 1942 года
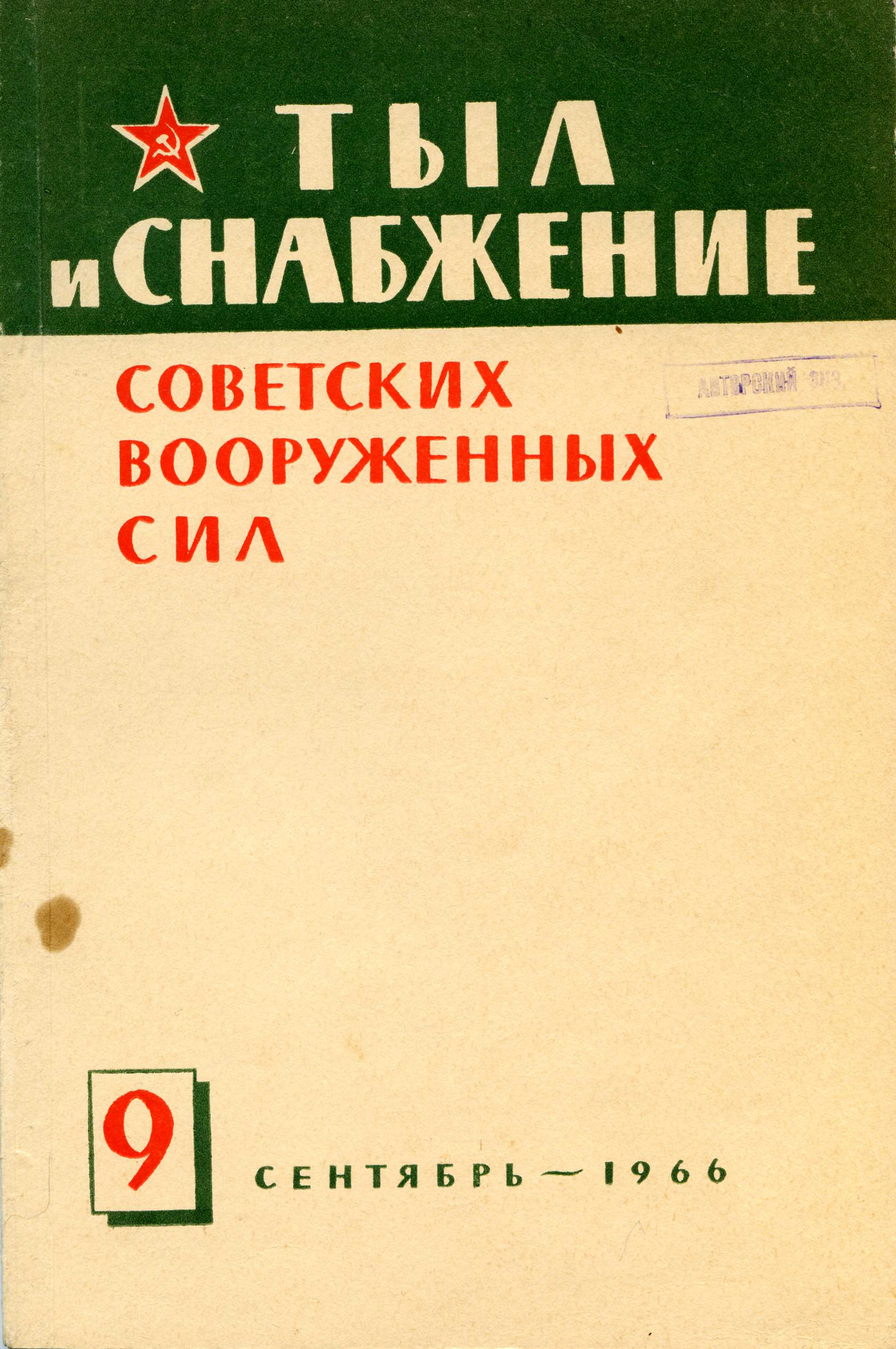
Обложка 1966 года